# (811) Nauheima
(811) Nauheima es un asteroide perteneciente al cinturón de asteroides descubierto el 8 de septiembre de 1915 por Maximilian Franz Wolf desde el observatorio de Heidelberg-Königstuhl, Alemania.
Está nombrado por la ciudad alemana de Bad Nauheim.
Forma parte de la familia asteroidal de Coronis.